# Tal·lit gadol

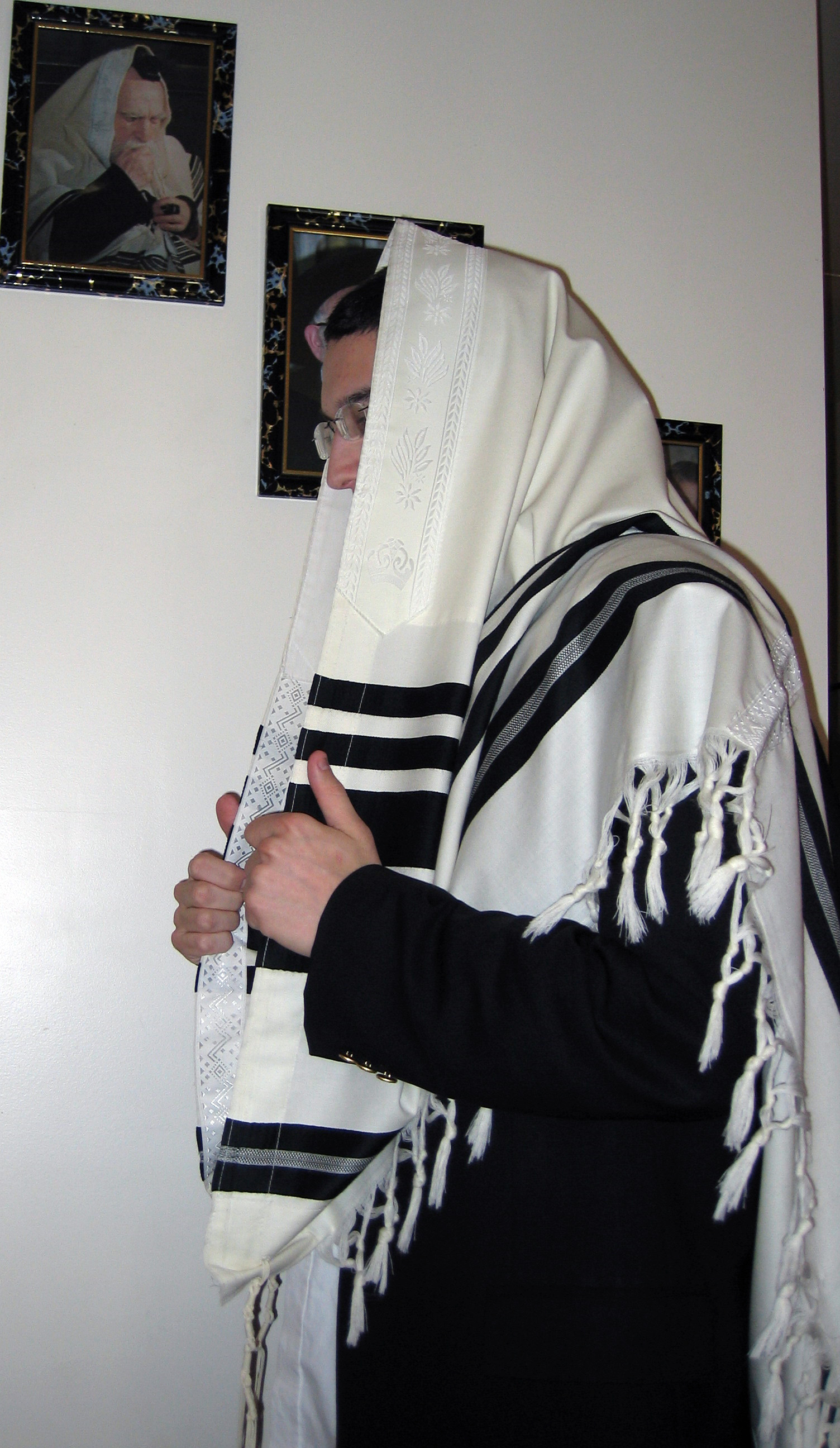
Tal·lit gadol asquenazita

El tal·lit gadol (gran tal·lit) és utilitzat pels homes en el moment de l'oració a la sinagoga, i en el moment de l'oració de Shacharit (la primera oració del matí).
Entre els jueus asquenazites, el costum de cobrir-se amb el tal·lit gadol es reserva pels homes després del casament. D'acord amb aquest costum, se'ls permet cobrir-se amb tal·lit gadol només en ocasions especials, (com quan estan cridats a llegir la Torà a la sinagoga).
Els jueus orientals (també anomenats mizrahim), tenen el costum de cobrir-se amb el tal·lit gadol des de l'edat de tretze anys, quan el nen ha celebrat el seu bar mitsvà o fins i tot abans de la cerimònia. Les comunitats conservadores i reformistes permeten que les dones facin ús del tal·lit gadol, tot i que les dones ortodoxes jueves no poden portar-lo.
La bandera de l'estat d'Israel es basa en els colors d'un tal·lit gadol asquenazita, perquè està formada per una Estrella de David blava, i per dues franges blaves sobre un fons blanc. El tal·lit gadol asquenazita es diferencia del sefardita tan sols en els colors, el tal·lit gadol sefardita és totalment blanc, mentre que l'asquenazita és de color blanc amb ratlles blaves o negres.